# Sławomir Rubin
Sławomir Rubin (* 4. März 1946 in Łódź; † 14. Mai 2010) war ein polnischer Radrennfahrer und nationaler Meister im Radsport.

## Sportliche Laufbahn
Rubin war im Straßenradsport und im Bahnradsport aktiv. 1969 siegte er in der polnischen Meisterschaft im Paarzeitfahren mit Paweł Kaczorowski als Partner. 1970 verteidigten beide Fahrer den Titel. 1972 waren sie erneut erfolgreich. 1971, 1973 und 1974 wurde er Vize-Meister. Im Einzelzeitfahren wurde er 1971 und 1972 Vize-Meister. 1969 holte er einen Etappensieg in der Polen-Rundfahrt. 1967 vertrat er Polen bei den UCI-Bahn-Weltmeisterschaften in der Mannschaftsverfolgung und belegte den 5. Platz.
Seit 2011 wird in der Nähe von Tuszyn das Gedenkrennen Sławek Rubin Memorial veranstaltet.